# Чистец араксинский
Чистец араксинский (лат. Stáchys araxina) — вид полукустарников рода Чистец (Stachys) семейства Яснотковые (Lamiaceae).

## Распространение и экология
Распространён в Закавказье.
Растёт по глинистым склонам.

## Ботаническое описание
Стебли довольно толстые, грубые, от основания ветвистые, с прямостоячими или приподнимающимися ветвями; стебли и более старые ветви деревенеющие.
Стеблевые листья эллиптические или обратно-ланцетные, длиной 20—25 мм, шириной 4—6 мм, на верхушке островатые, у основания суженные, сидячие; прилистники схожие, уменьшенные, цельнокрайные или расставленно-зубчатые.
Соцветие из двухцветковых расставленных мутовок; прицветники шиловидные, беловатые; чашечка ворончатая, с треугольно-ланцетными зубцами; венчик буроватый, реже желтоватый.
Орешки обратнояйцевидные, тёмно-бурые, гладкие.

## Классификация

### Таксономия
Вид Чистец араксинский входит в род Чистец (Stachys) подсемейства Яснотковые (Lamioideae) семейства Яснотковые (Lamiaceae) порядка Ясноткоцветные (Lamiales).
|  |                                      |  |                                                             |                                                             |                      |  | ещё около 20 семейств (согласно Системе APG II) | ещё около 20 семейств (согласно Системе APG II) |                         |  |  |  | ещё около 35 родов  | ещё около 35 родов     |  |  |
|  |                                      |  |                                                             |                                                             |                      |  | ещё около 20 семейств (согласно Системе APG II) | ещё около 20 семейств (согласно Системе APG II) |                         |  |  |  | ещё около 35 родов  | ещё около 35 родов     |  |  |
|  |                                      |  |                                                             | порядок Ясноткоцветные                                      |                      |  |                                                 |                                                 | подсемейство Яснотковые |  |  |  |                     | вид Чистец араксинский |  |  |
|  |                                      |  |                                                             | порядок Ясноткоцветные                                      |                      |  |                                                 |                                                 | подсемейство Яснотковые |  |  |  |                     | вид Чистец араксинский |  |  |
|  | отдел Цветковые, или Покрытосеменные |  |                                                             |                                                             | семейство Яснотковые |  |                                                 |                                                 | род Чистец              |  |  |  |                     |                        |  |  |
|  | отдел Цветковые, или Покрытосеменные |  |                                                             |                                                             |                      |  |                                                 |                                                 |                         |  |  |  |                     |                        |  |  |
|  |                                      |  | ещё 44 порядка цветковых растений (согласно Системе APG II) | ещё 44 порядка цветковых растений (согласно Системе APG II) |                      |  |                                                 | ещё 7 подсемейств                               | ещё 7 подсемейств       |  |  |  | ещё более 300 видов |                        |  |  |
|  |                                      |  |                                                             | ещё 44 порядка цветковых растений (согласно Системе APG II) |                      |  |                                                 |                                                 | ещё 7 подсемейств       |  |  |  |                     |                        |  |  |